# Bathythrix nigripalpis
Bathythrix nigripalpis là một loài tò vò trong họ Ichneumonidae.